# Siewruga
Siewruga, jesiotr gwiaździsty (Acipenser stellatus, Huso stellatus) – gatunek anadromicznej ryby z rodziny jesiotrowatych (Acipenseridae). Ma duże znaczenie gospodarcze.

## Występowanie
Acipenser stellatus występuje w Morzu Czarnym, Azowskim oraz Kaspijskim. Spotykana jest również w Adriatyku (koło Zadaru), w rzece Maricy i w Jeziorze Aralskim. W Dunaju występowała niegdyś do Bratysławy. Jej wędrówkę przerwała wybudowana zapora wodna w Żelaznej Bramie (Rumunia).

## Cechy morfologiczne
Ciało bardzo wysmukłe, wydłużone, na przekroju okrągłe, osiąga długość około 1 m (maks. 220 cm samice) i masę do 10 kg. Rostrum jest lekko zagięte ku górze, dłuższe i cieńsze niż u sterleta, ma również mniejszą liczbę tarczek bocznych. Grzbiet i boki są ciemnoszare lub czarne, brzuch szarawożółty.

## Tryb życia
W ciągu dnia przebywa blisko dna, wieczorem podpływa do powierzchni wody. Żywi się małymi rybami, larwami owadów i stawonogami.

## Rozród
Dojrzałość płciową osiąga pomiędzy 5 a 17 rokiem życia. Spływ tarłowy odbywa się wiosną lub jesienią. Trze się zwykle w ujściach rzek czasem też w płytkich partiach morza. Tarło odbywa się od VI do IX. Ikra jest przyczepiana do kamieni. Wylęg następuje po 2–4 dniach i wkrótce jest znoszony z prądem do morza.

## Znaczenie gospodarcze
Gatunek poławiany dla mięsa i ikry, z której wytwarzany jest kawior.